# 拉蒂默 (堪薩斯州)
拉蒂默（英語：Latimer）是一個位於美國堪薩斯州摩里斯縣的城市。

## 地方資料
根據2020年美國人口普查的數據，拉蒂默的面積為0.15平方千米，當中陸地面積為0.15平方千米，而水域面積為0.00平方千米。當地共有人口31人，而人口密度為每平方千米206.67人。